# Långnosad havsmus
Långnosad havsmus (Rhinochimaera atlantica) är en hajliknande broskfisk.

## Utseende
En särpräglad fisk som har en avlång kropp med lång stjärt och likaledes lång, spetsig nos. Stjärt- och analfenorna är sammanvuxna. Beträffande stjärtfenan uppvisar arten könsdimorfism; den övre kanten är sågtandad hos hanen, medan den hos honan nästan alltid är rak. Tandbeväpningen utgörs av skarpkantade plattor. Som vanligt hos broskfiskar saknar fenorna strålar, utom ryggfenan som har en taggstråle. Färgen är vitaktig till ljusbrun. Arten kan bli upp till 150 cm lång, varav själva kroppen utgör 65 cm.

## Vanor
Den långnosade havsmusen är en djuphavsfisk som vistas på eller nära bottnen på djup mellan 500 och åtminstone 1 500 m. Litet är känt om arten, det är därför fullt möjligt den går djupare; D. A. Didier i en FAO-rapport anger 1 800 m. Födan består av räkor och krabbor. Fisken är äggläggande; äggen är inneslutna i ett hornfodral.

## Utbredning
Utbredningsområdet omfattar östra Atlanten med undantag för tropikerna, samt nordvästra delen av samma ocean; i öster från Biscayabukten norrut till Island och Färöarna, utanför Västsahara samt utanför Namibia och Sydafrika. I väster från Nova Scotia i Kanada till New England i USA.

## Ekonomisk betydelse
Något egentligt fiske bedrivs inte, men den kan erhållas som bifångst i Nordatlanten.